# Hermann Plaskuda
Hermann Plaskuda (ur. 6 kwietnia 1879 w Sobótce, zm. 21 marca 1918 w Moÿ-de-l’Aisne) – szermierz reprezentujący Cesarstwo Niemieckie, uczestnik letnich igrzysk olimpijskich w 1912 roku.
Zginął podczas I wojny światowej.